# Eric Flaim
Eric Joseph Flaim (Pembroke (Massachusetts), 9 maart 1967) is een voormalig Amerikaans schaatser. Hij nam viermaal deel aan de Olympische Winterspelen, tweemaal als langebaanschaatser en tweemaal als shorttracker.
Het beste seizoen van Flaim was het Olympische jaar 1988. In dat jaar werd hij in eigen land op de ijsbaan van West-Allis derde op het wereldkampioenschap sprint. Twee weken later behaalde hij driemaal een vierde plaats op de Olympische Winterspelen in Calgary (1000, 5000 en 10.000 meter) en op de 1500 meter een zilveren medaille. Weer twee weken later werd Flaim op de ijsbaan van Medeo wereldkampioen allround voor Leo Visser en landgenoot Dave Silk.

## Adelskalender
Van 17 februari 1988 tot 21 maart 1992 was Eric Flaim aanvoerder van de Adelskalender. Daarmee heeft hij 1494 dagen aan de top van de lijst gestaan.
Hieronder staan de persoonlijke records (PR's) waarmee Eric Flaim aan de top van de Adelskalender kwam en de PR's die hij had staan toen hij van de eerste plek verdreven werd. Tevens zijn de gegevens weergegeven van de schaatsers die voor en na hem aan de top van de lijst stonden.
| Datum      | 500 m | 1500 m  | 5000 m  | 10.000 m | Punten  | Voorganger / Opvolger |
| ---------- | ----- | ------- | ------- | -------- | ------- | --------------------- |
| 14-02-1988 | 37,90 | 1.54,45 | 6.47,93 | 14.08,25 | 159,255 | Michael Hadschieff    |
| 17-02-1988 | 36,98 | 1.52,77 | 6.47,09 | 14.23,68 | 158,463 |                       |
| 21-02-1988 | 36,98 | 1.52,12 | 6.47,09 | 14.05,57 | 157,340 |                       |
| 21-03-1992 | 38,17 | 1.52,76 | 6.41,73 | 13.43,54 | 157,106 | Johann Olav Koss      |

## Resultaten
| Jaar | Olympische Spelen                        | WK Allround | WK Sprint | WK Junioren |
| ---- | ---------------------------------------- | ----------- | --------- | ----------- |
| 1984 |                                          |             |           | NC27        |
| 1985 |                                          |             |           | NC21        |
| 1986 |                                          | -           | -         |             |
| 1987 |                                          | NC17        | -         |             |
| 1988 | 4e 1000m · 1500m · 4e 5000m · 4e 10.000m | Goud        | Brons     |             |
| 1989 |                                          | 4e          | 7e        |             |
| 1990 |                                          | NC18        | 16e       |             |
| 1991 |                                          | -           | -         |             |
| 1992 | 16e 1000m 24e 1500m 6e 5000m             | 7e          | 20e       |             |

- = geen deelname
NC# = niet gekwalificeerd voor de laatste afstand, maar wel als # geklasseerd in de eindrangschikking

### Medaillespiegel
| Kampioenschap           | Goud | Zilver | Brons |
| ----------------------- | ---- | ------ | ----- |
| Olympische Winterspelen | 0    | 1      | 0     |
| WK Allround             | 1    | 0      | 0     |
| WK Sprint               | 0    | 0      | 1     |

## Persoonlijke records
| Afstand      | Tijd     | Datum            | Baan    |
| ------------ | -------- | ---------------- | ------- |
| 500 meter    | 36,98    | 23 januari 1988  | Calgary |
| 1000 meter   | 1.13,53  | 18 februari 1988 | Calgary |
| 1500 meter   | 1.52,12  | 20 februari 1988 | Calgary |
| 3000 meter   | 4.02,64  | 11 december 1988 | Calgary |
| 5000 meter   | 6.47,09  | 17 februari 1988 | Calgary |
| 10.000 meter | 14.05,57 | 21 februari 1988 | Calgary |

Rudolf Ericson · Peder Østlund · Jaap Eden · Oscar Mathisen · Ivar Ballangrud · Michael Staksrud · Åke Seyffarth · Nikolaj Mamonov · Hjalmar Andersen · Boris Sjilkov · Dmitri Sakoenenko · Juhani Järvinen · Knut Johannesen · Jonny Nilsson · Per Ivar Moe · Eduard Matoesevitsj · Ard Schenk · Kees Verkerk · Magne Thomassen · Hans van Helden · Vladimir Lobanov · Jan Egil Storholt · Sergej Martsjoek · Vladimir Belov · Eric Heiden · Viktor Sjasjerin · Andrej Bobrov · Nikolaj Goeljajev · Michael Hadschieff · Eric Flaim · Johann Olav Koss · Falko Zandstra · Rintje Ritsma · Gianni Romme · Jochem Uytdehaage · Chad Hedrick · Sven Kramer · Shani Davis · Patrick Roest